# Famille de Bionnens
La famille de Bionnens est une famille noble éteinte, qui était possessionnée dans les actuels canton de Vaud et de Fribourg faisant partie à l'époque du Saint-Empire. Les premiers membres portent le nom de de La Rougève ou de La Rogivue (latin : de Rubea aqua). Plusieurs membres de la famille ont siégé à l’exécutif d'Yverdon, dont Pierre, également membre du conseil de Jacques de Savoie.

## Histoire
La famille porte à l'origine le nom de la Rougève ou de la Rogivue. Elle possède la seigneurie composée de ces deux villages.
Pierre de la Rougève et ses frères possèdent l'avouerie de Saint-Saphorin dans la première moitié du XIIIe siècle.
En 1300, Marguerite de La Rougève et son mari Jacques de Chastel vendent La Rougève et La Rogivue à Amédée d'Oron.
En 1394, Richard de Bionnens est châtelain d'Aubonne pour Rodolphe de Gruyère.
La famille de Bionnens s'est installée à Yverdon au XIVe siècle.
Louis de Bionnens est syndic d'Yverdon en 1433. En 1466, Pierre de Bionnens est conseiller d'Yverdon. Guillaume de Bionnens est conseiller d'Yverdon en 1502.
Pierre de Bionnens est une des six personnes nommées par Jacques de Savoie, comte de Romont et baron de Vaud, pour administrer la baronnie de Vaud en 1467, avant sa prise de possession en janvier 1468. Il est conseiller de Jacques de Savoie dans les années 1470,,. Le rôle des conseillers est de certifier l'authenticité des actes du comte de Romont par leur présence et de contrôler les actes des châtelains de la baronnie lorsque le comte est absent,. En cas de conflits entre plusieurs vassaux, l'appel des décisions de la cour du bailli est porté au conseil, qui est présidé par Pierre de Bionnens ou par le gouverneur particulier de la baronnie, lorsque le comte de Romont est absent.
En 1480, Pierre de Bionnens est juge d'appel épiscopal,.
Le dernier membre de la famille est Guillaume, décédé avant 1546,.

## Possessions
La famille a possédé la seigneurie de Bionnens, située dans l'actuelle commune d'Ursy. Elle en reçoit l'investiture en 1362 du comte Amédée de Savoie,. La seigneurie reste dans la famille jusqu'au XVIe siècle.
La famille de La Rougève a possédé l'avouerie de Saint-Saphorin.
La famille a possédé un fief dans la baronnie de Cossonay, qu'elle a obtenu par le mariage de Pierre de Bionnens avec Marie, fille de Pierre de Mont. Les terres possédées par la famille se situent à Cossonay, Sullens, Gollion, Grancy, Lussery et Surpierre. Guillaume de Bionnens possédait « des biens considérables » dans la baronnie de Cossonay.
À la mort de Guillaume de Bionnens, les trois quarts de sa succession vont à la famille Mayor de Lutry et un quart à la famille de Pierrefleur,.
La famille a hérité d'une partie des terres de Pierre de Daillens.

## Dignitaires ecclésiastiques
Rodolphe de Bionnens est abbé de Hautcrêt de 1389 à 1399 ou 1400,. Il est fils de Perrod de Bionnens. Il est cité comme moine dès 1370 ou 1371, grand cellérier en 1381 et procureur en 1388. Le couvent a des difficultés financières durant son abbatiat. Il est en conflit avec l'abbaye de Montheron dès 1389. Entre 1398 et 1399, il est en conflit avec Villette à propos du droit de pâturage des sujets de Hautcrêt dans le Jorat. Il est cité pour la dernière fois en 1399 ou 1400.

## Filiation
- Pierre de La Rougève
  - Vuillelme de La Rougève
    - Perrod de La Rougève
      - Vuillelme de La Rougève
        - Vincent de La Rougève
        - Mermier de La Rougève

      - Mermet de La Rougève
      - Jean de La Rougève
      - Rolet de La Rougève dit de Bionnens
        - Jean de Bionnens, époux de Clémence
          - Jaquète de Bionnens
          - Richard de Bionnens
            - Louis de Bionnens
              - Pierre de Bionnens[25]
                - Marguerite de Bionnens, épouse de Jean Mayor de Lutry
                  - François Mayor de Lutry

                - Guillaume de Bionnens, époux de Rose de Cossonay
                - Catherine de Bionnens, épouse de Pierre de Pierrefleur
                  - Guillaume de Pierrefleur

          - Antoine de Bionnens

- Rodolphe de Bionnens[15]
  - Perrod de Bionnens[24]
    - Jeannette de Bionnens[24]
    - Rodolphe
    - Aymonet de Bionnens, époux d'Alexie Mayor de Lutry

## Armoiries
Les armes de la famille se blasonnent ainsi : d'argent à l'aigle de sinople.

#### Ouvrages
- Isabelle Bissegger-Garin, « Hautcrêt », dans Collectif, Helvetia Sacra, vol. III/3, 1982 (ISBN 3-7720-1531-X), p. 169
- Auguste Verdeil, Guerre des Suisses contre le duc de Bourgogne dans le Pays de Vaud, Lausanne, D. Martignier, 1854
- Frédéric de Gingins-La Sarra, « Épisodes des guerres de Bourgogne », dans Mémoires et documents publié par la société d'histoire de la Suisse Romande, vol. VIII, G. Bridel, 1849 (lire en ligne)
- « Bionnens, de », dans Marcel Godet, Henri Türler et Victor Attinger, Dictionnaire historique & biographique de la Suisse, vol. 2, Neuchâtel, Imprimerie Paul Attinger, 1921 (lire en ligne), p. 187
- « Rogivue, La », dans Marcel Godet, Henri Türler et Victor Attinger, Dictionnaire historique & biographique de la Suisse, vol. 5, Neuchâtel, Imprimerie Paul Attinger, 1930 (lire en ligne), p. 531
- Philippe Champoud, Les droits seigneuriaux dans le pays de Vaud, d'après les reconnaissances reçues par Jean Balay de 1403 à 1409, Université de Lausanne, coll. « Bibliothèque historique vaudoise », 1963, 159 p.
- Louis de Charrière, Les fiefs nobles de la baronnie de Cossonay, t. 15, Lausanne, G. Bridel, coll. « Mémoires et documents publiés par la Société d'histoire de la Suisse romande », 1858, 890 p. (lire en ligne)
- Louis de Charrière, Recherches sur les dynastes de Cossonay et les diverses branches de leur famille, avec pièces justificatives, tableaux généalogiques et planches de sceaux, Lausanne, G. Bridel, 1865 (lire en ligne), p. 243
- Louis de Charrière, Les dynastes de Mont soit des Monts, seconde maison, Lausanne, G. Bridel, 1873, 522 p.
- Alexandre Ceśar Crottet, Histoire et annales de la ville d'Yverdon : depuis les temps les plus reculés jusqu'à l'année 1845, J.-G. Fick, 1859, 651 p. (lire en ligne)
- Roger Déglon, Yverdon au Moyen Âge (XIIIe – XVe siècle) : étude de la formation d'une commune, Librairie de l'Université, 1949, 370 p. (lire en ligne)
- Martine Ostorero, Georg Modestin et Archives cantonales vaudoises, Inquisition et sorcellerie en Suisse romande : le registre Ac 29 des Archives cantonales vaudoises (1438-1528), Université de Lausanne, 2007, 562 p. (lire en ligne), p. 474
- Clémence Thévenaz, Un mariage contesté : l'union de la Cité et de la Ville inférieure de Lausanne (1481), Université de Lausanne, 2006, 313 p. (lire en ligne), p. 103

#### Articles
- Louis Junod, « La fin des nobles Mayor de Lutry », Revue historique vaudoise,‎ 1962 (lire en ligne)

#### Dictionnaire historique de la Suisse
- Germain Hausmann, « Bionnens, de » dans le Dictionnaire historique de la Suisse en ligne, version du 1er novembre 2002.
- Marianne Rolle, « Bionnens » dans le Dictionnaire historique de la Suisse en ligne, version du 30 novembre 2011.
- Lucienne Hubler, « Pierrefleur, Guillaume de » dans le Dictionnaire historique de la Suisse en ligne, version du 6 août 2008.
- Olivier Frédéric Dubuis, « Rogivue, La » dans le Dictionnaire historique de la Suisse en ligne, version du 15 février 2010.